# Nik
Nik je moško osebno ime.

## Izvor imena
Nik je različica moškega osebnega imena Nikolaj.

## Pogostost imena
Po podatkih Statističnega urada Republike Slovenije je bilo na dan 31. decembra 2007 v Sloveniji število moških oseb z imenom Nik: 2.256. Med vsemi moškimi imeni pa je ime Nik po pogostosti uporabe uvrščeno na 102. mesto.

## Osebni praznik
Osebe z imenom Nik lahko godujejo takrat kot osbe z imenom Nikolaj.